# Goorse Zeggen
De Goorse Zeggen vormen een zeer nat en zwaar bebost moerasgebied aan de oostelijke zijde van het dal van de Kleine Dommel tussen Geldrop en Heeze.
Tussen de Rulse brug in Heeze en de A67 hoort het dal van de Kleine Dommel tot het Natura2000-gebied Strabrechtse Heide & Beuven. Het is vooral van belang door het feit dat het zuidelijke deel van het moerassige en nog tamelijk natuurlijke dal grenst aan de Strabrechtse Heide en er fraai en vloeiend in overgaat. Dit ongeveer 45 ha grote gebied wordt gekenmerkt door elzenbroek en ander loofbos, wilgenbroekstruweel, rietmoeras en rietruigte. Het sluit aan bij meer verspreide natuurgebieden aan de westzijde van de (gedeeltelijk rechtgetrokken) Kleine Dommel.
Een ander, ruim 20 ha groot gedeelte ten noorden van de A67 grenst direct aan de bebouwde kom van Geldrop. Het behoort niet tot het Natura2000-gebied, maar geldt nochtans als een van de meest waardevolle delen met elzenbroekbossen, koningsvarens en rijke voorjaarsbloei van gewone vogelkers, zwarte zegge en dotterbloem. Dit gedeelte is nauwelijks toegankelijk, maar goed te overzien vanaf de fietsroute het Queensvenpad en de omgeving van boerderij 't Goor.

## Bezoek
Het is grotendeels zeer moeilijk toegankelijk, uitgezonderd een 'laarzenpad' in het zuidelijke stuk bij de stuw/vistrap. Men krijgt een redelijke indruk van het gebied van de Rulsedijk, die de overgang naar de Strabrechtse heide markeert.

## Beheer
Staatsbosbeheer heeft al jaren geleden delen van de eenvormige populierenbossen omgezet in meer gevarieerd inheems loofhout. In 2006 is het Waterschap De Dommel begonnen met het opnieuw uitgraven van een meander en de vervanging van een stuw door een vistrap in dit deel van de beek.

## Etymologie
De naam Goorse Zegge verwijst vermoedelijk naar de eigendomsverhoudingen: Boerderij 't Goor in de Geldropse wijk Coevering was vroeger met zijn omgeving eigendom van Baron van Tuyll van Serooskerken. "Goor" is een woord waarmee men een laag, slibrijk en dus "geurend" gedeelte van een beekdal omschreef. Het naamdeel Zegge is waarschijnlijk niet te verklaren vanuit de Nederlandse naam van het plantengeslacht Carex, hoewel zulke planten er opvallend veel voorkomen. Voor Carex is immers een andere streeknaam bekend: "Zaar" (bijvoorbeeld in "Zaarvlaas" bij Bakel. Te denken valt eerder aan verwantschap met het streekwoord afzeeg (=helling, dal) en vooral met het meer algemene woord (in)zijgen, in de betekenis van doordrenken. Het woord wijst dan op de met water doordrenkte en soppige bodem.